# Peter Haber (Schauspieler)
Peter Alexander Haber (* 12. Dezember 1952 in Stockholm) ist ein schwedischer Schauspieler.

## Leben und Wirken
Peter Haber wuchs als Sohn einer Schwedin und eines Deutschen in Södertälje in der Nähe von Stockholm auf. Getauft wurde er in Remscheid, wo die Familie seines Vaters lebte. Dort verbrachte er auch als Kind regelmäßig seine Sommerferien. Bis heute ist er Deutschland verbunden und spricht sehr gut Deutsch. Schon als Kind begann er, sich für das Theater zu interessieren, und stand mit 12 Jahren in einem Laientheater auf der Bühne.
Nach der Schulzeit besuchte er die staatliche Schauspielschule in Stockholm, brach sie jedoch ab und übernahm Theaterengagements in Landskrona und Gävle, wo er häufig in Shakespeare-Rollen zu sehen war. Haber wurde auch als Tenor ausgebildet und sang in Opern. Von 1987 bis 1994 war er am Stockholmer Stadttheater engagiert. Seither ist er freischaffend tätig. So trat er 2002 im Stockholmer Chinateatern in Der Revisor auf, und 2012 verkörperte er in der Inszenierung des dänischen Regisseurs Jan Maagaard als erster nichtdeutscher Darsteller die Titelfigur des Götz von Berlichingen bei den Burgfestspielen Jagsthausen.
Ende der 1980er Jahre begann er, kleinere Rollen im schwedischen Fernsehen zu übernehmen. Bald folgten Hauptrollen, meist in Krimiserien und -mehrteilern. International bekannt wurde Haber vor allem in der Rolle des Kriminalkommissars Martin Beck in der Fortsetzung der Fernsehserie Kommissar Beck – Die neuen Fälle nach den Kriminalromanen von Maj Sjöwall und Per Wahlöö. Regelmäßig ist er auch in schwedischen Filmen zu sehen.
Wegen seiner guten Deutschkenntnisse, die eine Synchronisation unnötig machen, und seiner Popularität beim deutschen Publikum ist er regelmäßig als Gast in deutschen Fernsehserien wie Tatort (2006 als Björndal in der Episode Mann über Bord mit Axel Milberg) und in Hauptrollen in Fernsehfilmen zu sehen. 2008 wirkte er in der deutsch-schwedischen Produktion Der Kommissar und das Meer mit. 2009 spielte er im Fernsehfilm Crashpoint – 90 Minuten bis zum Absturz den Flugkapitän Winkler. Gelegentlich ist er in TV-Melodramen neben bekannten deutschen Schauspielerinnen zu sehen, so 2008 mit Hannelore Elsner in Mein Herz in Chile und 2010 neben Thekla Carola Wied in Den Tagen mehr Leben!. In schwedischsprachigen Produktionen wird er in der Regel von Dieter Memel synchronisiert.
Peter Haber ist seit 1990 mit der Kollegin Lena T. Hansson verheiratet; das Paar hat einen gemeinsamen Sohn.

## Filmografie (Auswahl)
- 1987: Nionde kompaniet
- 1988: Venus 90
- 1990: Fiendens fiende (Fernsehserie, acht Folgen)
- 1992: Todesspur für Isabell (Blueprint) (Fernsehmehrteiler)
- 1992: Jönssonligan & den svarta diamanten (Die Jönsson-Bande und der schwarze Diamant)
- 1993: Jönssonligans största kupp (Die Jönsson-Bande und ihr größter Coup)
- 1993: Cooler Sommer (Sunes sommar)
- 1999: Der Weg nach draußen (Vägen ut)
- 2000: Gossip
- 2006: Tatort (Fernsehreihe, Folge Mann über Bord, Regie: Lars Becker)
- 2008: Der Kommissar und das Meer – An einem einsamen Ort (3. Folge, Regie: Anno Saul)
- 2008: Mein Herz in Chile (Fernsehfilm, nRegie: Jörg Grünler)
- 2009: Verblendung (Män som hatar kvinnor, Regie: Niels Arden Oplev)
- 2009: Crashpoint – 90 Minuten bis zum Absturz (Fernsehfilm, Regie: Thomas Jauch)
- 1997–2009, 2015–2023: Kommissar Beck – Die neuen Fälle (Beck, Fernsehserie, 50 Folgen)
- 2010: Den Tagen mehr Leben!
- 2012: Eine Frau verschwindet – Van Leeuwens erster Fall (Regie: Matti Geschonneck)
- 2013: Totenengel – Van Leeuwens zweiter Fall (Regie: Matti Geschonneck)
- 2014: Zweite Chance (En chance til, Regie: Susanne Bier)
- 2015: Sturköpfe (Regie: Pia Strietmann)
- 2017: Der Tod und das Mädchen – Van Leeuwens dritter Fall  (Regie: Hans Steinbichler)
- 2019: Britt-Marie war hier (Britt-Marie var här, Regie: Tuva Novotny)